# 吕剑人
吕剑人（1908年7月—2002年11月10日），原名吕蔚，又名吕康若，男，陕西乾县人，中华人民共和国政治人物，曾任中共新疆维吾尔自治区党委常务书记，中共陕西省委书记（当时设第一书记）、兼任陕西省政协主席。

## 生平
吕剑人出生在陕西省乾县大墙乡西天堡的一个普通农民家庭。少年时，入私塾；1924年，考入西安私立成德中学，开始接触马列主义，并参加中国共产党领导的各种革命活动；于1927年3月，加入中国共产主义青年团，同年冬转入中国共产党。
第一次国共内战时期，吕剑人一直在家乡参与领导地方学生运动。1928年3月，曾被中华民国政府逮捕；两个月后获得释放。出狱后，吕剑人担任共青团陕西省委交通主任，参加了刘志丹领导的渭华起义。1929年1月任共青团陕西省委宣传部部长；后被派入杨虎城的部队搞兵运工作，发展秘密党员。1932年4月，他与刘林圃、习仲勋等一起组织发动“两当兵变”，建立了陕甘工农游击队第五支队。兵变失败后，吕剑人再次被捕，被关押在西安绥靖公署军法处，后以“兵变胁从罪”被判刑10年。1936年5月经中共组织营救，获假释出狱；出狱后，回到家乡乾县发展革命武装。“西安事变”和平解决后，吕剑人又被派到杨虎城部，任中共陕西省委军委联络员，管理国民党军队中部分地下党的工作。
抗日战争全面爆发后，吕剑人奉命在沿黄河西岸各县，参与恢复和建立县级中共组织；历任中共沿河特委委员，中共西府地委书记、特派员；1940年，担任陕西省委统战部副部长。1945年春，吕剑人赴延安中共中央党校学习，参加了延安整风和大生产运动。第二次国共内战期间，吕剑人先后担任中共陕西省工委统战部长、南线指挥部政委、西府工委书记兼西府总队政委、西府地委副书记兼西府军分区副政委、中共宝鸡地委书记兼军分区政委等，领导西府中共党组织，参加了扶眉战役。
中华人民共和国成立后，吕剑人担任中共陕西省委委员、宝鸡地委书记兼军分区政委。1952年11月调新疆工作，任中共中央新疆分局常、兼统战部长。1955年，新疆维吾尔族自治区成立后，吕剑人出任自治区党委书记处书记、兼监委书记，自治区第一届政协副主席、党组第二书记；1961年，升任自治区党委常务书记，主持日常工作。“文化大革命”中受冲击，被诬为“反革命修正主义分子”、“走资派”、“叛徒”、“刘少奇、彭德怀、高岗、习仲勋在新疆的代理人、黑干将”等，遭受残酷迫害和打击，隔离关押达8年之久。1978年5月恢复工作后，被抽调到中共中央党校学习；并在中共十一届三中全会上，当选中央纪律检查委员会常务委员。
1979年1月，71岁的吕剑人调任中共陕西省委书记（当时设有第一书记），同年12月起，先后兼任陕西省第四、五届政协主席。1985年4月，在政协陕西省第五届委员会第三次会议上，辞去主席职务；当年12月正式离职休养。
离休后，吕剑人搜集整理地方党史资料，参与出版了三集《中国共产党在国民党第十七路军中的活动》的历史资料，还出版了三卷本回忆录《丹心素裹》。　　
2002年11月10日，病逝于西安，享年94岁。